# Essertines-sur-Rolle
Essertines-sur-Rolle – miejscowość i gmina (commune) w zachodniej Szwajcarii, w kantonie Vaud, w okręgu (district) Nyon.  

## Demografia
W Essertines-sur-Rolle mieszkają 743 osoby. W 2021 roku 21,9% populacji gminy stanowiły osoby urodzone poza Szwajcarią.